# Kurz (pedagogika)
Kurz (z lat. cursus, běh) je ucelený soubor přednášek, seminářů, cvičení atd., spojený společným tématem a obvykle také osobou (týmem) vyučujících. Účastníci se do kurzu přihlašují (zapisují) a na závěr se často podrobují zkoušce a mohou získat nějaké osvědčení. Kurzy mohou být prezenční, kde se předpokládá pravidelná účast posluchačů, anebo dálkové či e-learningové, kde účastníci dostávají různé studijní materiály a úkoly, studují doma ve volném čase, konzultují písemně a nakonec případně skládají zkoušku.

## Samostatné kurzy
Kurzy lze poskytovat jako samostatnou službu, například v rámci celoživotního vzdělávání, za niž se obvykle platí. Účelem může být získání určité kvalifikace či rekvalifikace, nějaké praktické dovednosti (svářečský kurz, jazykové kurzy) nebo obecně další vzdělání v určitém oboru a oblasti. Pokud se má osvědčení (certifikát, vysvědčení) o absolvování kurzu uznávat jako kvalifikace, jsou poskytovatelé kurzů často povinni získat oprávnění čili akreditaci státního, odborného nebo jimi pověřeného akreditačního orgánu.

## Vysokoškolské kurzy
V USA a v řadě dalších zemí se i vysokoškolské vzdělávání organizuje formou kurzů, do nichž se posluchači zapisují a pokud splní požadavky, získávají určitý počet kreditů. Výhoda oproti pevně určeným studijním předmětům je v tom, že posluchači mají širší možnosti volby. Pro zápis do kurzu se často vyžadují určité předpoklady a znalosti, například úspěšné absolvování jiného kurzu. Vysokoškolský kurz může trvat jeden, dva, případně i více semestrů (trimestrů a pod.), ale může být také jako "blokový" soustředěn do několika dnů a končí se obvykle písemnou prací, zkouškou nebo zápočtem.